# 2000 في نيوزيلندا
فيما يلي قوائم الأحداث التي وقعت خلال عام 2000 في نيوزيلندا.

## رياضة
- 1 يناير – كأس نيوزيلندا 2000 الفائز Napier City Rovers FC [الإنجليزية]‏.

## مواليد

### يناير
- 1 يناير – بيت سميث ممثل نيوزيلندي.
- 1 يناير – جامي سلكريك
- 1 يناير – ستيفاني باول ممثلة نيوزيلندية.
- 1 يناير – فيليبا بوينز كاتبة سيناريو نيوزيلندية.
- 1 يناير – لورين هورسلي
- 1 يناير – ميلاني أوليفر

### مايو
- 1 مايو – إليجاه جاست

### يوليو
- 10 يوليو – ماكس ماتا
- 29 يوليو – ماركوس أرمسترونغ

## وفيات

### يناير
- 1 يناير – مايكل نونان (مواليد 1921) روائي نيوزيلندي.
- 23 يناير – بيل سوتون (مواليد 1917) فنان نيوزيلندي.
- 23 يناير – جورج هوسكينز (مواليد 1928) رياضي نيوزيلندي.

### مارس
- 19 مارس – أليسون داف (مواليد 1914)

### أبريل
- 1 أبريل – دوروثي فريد (مواليد 1919)
- 24 أبريل – جون بيك (مواليد 1934) لاعب كركيت نيوزيلندي.

### يونيو
- 10 يونيو – أرشيبالد غراهام (مواليد 1917) لاعب كريكت نيوزلندي.
- 11 يونيو – قاي باورز (مواليد 1932) لاعب رغبي نيوزيلندي.
- 20 يونيو – جورج ريتشاردسون (مواليد 1916) سياسي كندي.

### يوليو
- 1 يوليو – رايموند روبرت فورستر (مواليد 1922) عالم حشرات نيوزيلندي.

### سبتمبر
- 3 سبتمبر – غوردون بورغس (مواليد 1918) لاعب كركيت نيوزيلندي.
- 26 سبتمبر – موريس هينان (مواليد 1912) محامي نيوزيلندي.

### أكتوبر
- 30 أكتوبر – نورمان هندرسون (مواليد 1913)

### نوفمبر
- 9 نوفمبر – بوس ميرفي (مواليد 1924) ملاكم نيوزيلندي.
- 26 نوفمبر – جيمس مردوخ أوستين (مواليد 1915) رياضياتي أمريكي.